# Maurizio Dardano
Maurizio Dardano (Roma, 13 dicembre 1935) è un linguista e filologo italiano.
Nel corso della sua lunga carriera si è occupato di numerosi aspetti della lingua italiana antica e moderna: sintassi storica, lessico, semantica, formazione delle parole, linguaggi dei mass media.
Negli studi sulla prosa antica ha introdotto la categoria "prosa media", per indicare quei documenti che, non appartenendo alla prosa letteraria né a quella documentaria, mostrano caratteri linguistici (in particolare nella sintassi) e stilistici comuni.

## Biografia
Laureatosi in storia della lingua italiana presso l'Università degli Studi di Roma La Sapienza, relatore Alfredo Schiaffini, nell'anno accademico 1963-1964 ha vinto una borsa del Ministero della Pubblica Istruzione per studi di perfezionamento presso università o istituti superiori nazionali (facoltà di lettere e filosofia o di magistero). 
Nello stesso anno accademico ha insegnato fonetica e pronuncia dell'italiano presso l'Università per stranieri di Perugia.
Nel 1965 ha ottenuto la libera docenza in Storia della lingua italiana. 
Dal 1966 al 1974 è stato professore incaricato di storia della lingua italiana e di filologia romanza presso la facoltà di lettere e filosofia dell'Università "Gabriele D'Annunzio" di Chieti.
Nel periodo 1967-1974 è stato assistente ordinario presso la facoltà di magistero dell'università "La Sapienza" di Roma, dove è stato nominato professore straordinario di Storia della grammatica e della lingua italiana dal 1º novembre 1975.
Dal 1992 fino al 2009 è stato professore ordinario di storia della lingua italiana presso la facoltà di lettere e filosofia dell'Università degli Studi di Roma Tre, facoltà presso la quale ha anche insegnato (come supplente) glottologia.
Negli anni 1993-1996 ha ricoperto la carica di presidente del Comitato tecnico dell'Università per stranieri di Siena. Dal 1995 al 2001 ha diretto il dipartimento di italianistica dell'Università degli Studi di Roma Tre.
Dal 2002 al 2005 è stato coordinatore del corso di dottorato di ricerca in "Studi di storia letteraria e linguistica italiana".
Ha organizzato numerosi convegni internazionali; è autore di importanti contributi bibliografici.
Nel 2005, assieme a Maria Luisa Altieri Biagi e Pietro Trifone, ha fondato la rivista «La lingua italiana. Storia, strutture, testi», di cui è condirettore.
Attualmente è professore emerito di storia della lingua italiana e dirige il progetto Archivio della Sintassi dell'Italiano Letterario (ArSIL), finalizzato a produrre uno studio della sintassi della frase complessa in italiano antico.
È socio ordinario dell'Accademia della Crusca e professore emerito dell'Università degli Studi Roma Tre.
La figlia, Paola Dardano, è professoressa ordinaria di Glottologia e Linguistica, specialista di lingua ittita, nell'Università per Stranieri di Siena.

## Opere principali
- Lingua e tecnica narrativa nel Duecento, Bulzoni, Roma 1969
- La formazione delle parole nell'italiano di oggi, Bulzoni, Roma, 1978
- Il linguaggio dei giornali italiani, Laterza, Roma-Bari, 1986
- Studi sulla prosa antica, Morano, Napoli 1992
- Manualetto di linguistica italiana (2ª ed. ampliata), Zanichelli, Bologna 1996
- (con Pietro Trifone), La nuova grammatica della lingua italiana, Zanichelli, Bologna 1997
- Nuovo manualetto di linguistica italiana, Zanichelli, Bologna 2005
- Leggere i romanzi. Lingua e strutture testuali da Verga a Veronesi, Carocci Roma 2008
- Costruire parole. La morfologia derivativa dell'italiano, Il Mulino, Bologna 2009
- Stili provvisori. La lingua della narrativa italiana d'oggi, Carocci, Roma 2010
- La lingua della Nazione, Laterza, Roma-Bari 2011
- (a cura di) Sintassi dell'italiano antico. La prosa del Duecento e del Trecento, Carocci, Roma 2012
- Tra Due e Trecento. Lingua, testualità e stile nella prosa e nella poesia, a cura di Francesco Bianco, Gianluca Colella e Gianluca Frenguelli, Cesati, Firenze 2015
- (a cura di) Sintassi dell'italiano antico II. La prosa del Duecento e del Trecento. La frase semplice, Zanichelli, Bologna 2020.